# دوروتی موریسون
دوروتی موریسون (انگلیسی: Dorothy Morrison؛ ‏ ۳ ژانویهٔ ۱۹۱۹ – ۱۸ اکتبر ۲۰۱۷) بازیگر اهل ایالات متحده آمریکا بود. وی بین سال‌های ۱۹۲۲ تا ۱۹۳۵ میلادی فعالیت می‌کرد. او به‌عنوان بازیگر خردسال در چندین فیلم از مجموعهٔ دارودسته ما هال روچ بازی کرد. برادر بزرگترش ارنی موریسون نیز در همین فیلم‌ها نقش‌آفرینی نمود.
از فیلم‌هایی که وی در آن‌ها نقش داشته است، می‌توان به زندگی ناگوار نیست؟ اشاره نمود.